# Кори, Альберт
Альберт Луи Кори (фр. Louis Albert Corey; 16 апреля 1878, Мёрсо — 3 августа 1926, Париж) — французский и американский легкоатлет, дважды серебряный призёр летних Олимпийских игр 1904 года.
На Играх 1904 в Сент-Луисе Кори участвовал в двух дисциплинах. В марафоне он занял второе место, выиграв серебряную медаль. В командной гонке на 4 мили он стал девятым, но по сумме очков его команда заняла вторую позицию, получив серебряные награды.
Международный олимпийский комитет приписывает индивидуальную медаль Кори как американцу, а командную как французу, так как вся его команда классифицируется как Смешанная команда, а не полностью американская.